# 滝駅 (石川県)
滝駅（たきえき）は、石川県羽咋市滝町に存在した北陸鉄道能登線の駅である。1972年（昭和47年）に廃駅となった。

## 歴史
- 1926年（大正15年）8月1日：能登鉄道の駅として新設開業。
- 1943年（昭和18年）10月13日：合併により北陸鉄道能登線の駅となる。
- 1972年（昭和47年）6月25日：能登線全線廃止により廃駅。

## 駅構造
島式ホーム1面2線を有した駅であった。

## 駅周辺
当項では駅廃止後の周辺施設や道路などを紹介する。
- のと千里浜リゾート - 宿泊施設
- 滝大塚古墳
- 西教寺
- 国道249号
- 石川県道129号滝港線
- 石川県道293号羽咋巌門自転車道線
- 滝町公園 - 石川県道129号線と石川県道293号線の間にある児童公園。
- 滝港 - 駅跡地のすぐ近くにある漁港。マリーナを併設する。
- 一ノ宮海岸 - 隣接する能登一ノ宮駅の方へ続く海岸。

## 廃止後
線路跡はサイクリングロードとなり、駅跡は民家の敷地となっている。

## 隣の駅
北陸鉄道
能登線
能登一ノ宮駅 - 滝駅 - 柴垣駅